# Яжомб (Свентокшиське воєводство)
Яжомб (пол. Jarząb) — село в Польщі, у гміні Радошиці Конецького повіту Свентокшиського воєводства.
У 1975-1998 роках село належало до Келецького воєводства.